# Concordia de Segovia
La Concordia de Segovia fue un tratado firmado el 15 de enero de 1475 en el Alcázar de Segovia, por Isabel I de Castilla y su marido Fernando II de Aragón, rey de Sicilia y príncipe de Gerona. Esta disposición fue fundamental para la unión dinástica de la Castilla y la Aragón.
Además de instituir las pautas para la unión dinástica de las dos Coronas, la Concordia de Segovia también estableció un precedente para la expansión de España en el Nuevo Mundo. Con la unificación de las dos coronas bajo el reinado de los Reyes Católicos, España se encontró en una posición de poder para explorar y colonizar nuevas tierras. Esto condujo a la creación de uno de los imperios más grandes de la historia.

## Ascensión de Isabel I al trono castellano
El rey Enrique IV de Castilla falleció en la madrugada del 12 de diciembre de 1474 en Madrid. La noticia llegó enseguida a Segovia, donde residía su media hermana Isabel, pero su marido entonces estaba ausente en Aragón. Al día siguiente celebró su proclamación como reina y propietaria del reino y a Fernando como su legítimo marido, como un hecho consumado para evitar negociaciones y concesiones para hacerse reconocer como reina frente a su sobrina Juana, y como tal hecho consumado fue enviado a las ciudades con representación en las Cortes. Fernando puso camino a Segovia, donde entró el 2 de enero de 1475.
Se iniciaron entonces discusiones acerca del orden sucesorio y el papel que debía desempeñar el marido en el gobierno del reino. Se arguyó que los derechos de Fernando eran superiores a los de Isabel en tanto heredero varón más directo de la Casa de Trastámara, y que los maridos tenían libre disposición de los bienes de la esposa. por lo que Fernando podía disponer del reino castellano a su voluntad. Sin embargo, ante el hecho que aún no tenían descendencia de varón, si se aplicaran esas prerrogativas a los varones actuaban contra su propio linaje. Quedaba por definir el papel de Fernando en Castilla, como hijo de Juan II de Aragón era visto como un nuevo infante de Aragón, linaje que había participado en las conjuraciones nobiliarias durante el reinado de Juan II de Castilla, y como tal la nobleza que había combatido contra ellos esperaba que podía sufrir represalias, por lo que esperaban la limitación del poder del rey, comprometiéndose a impedir que el rey Fernando otorgara oficios y mercedes.

## La Concordia de Segovia
El arzobispo Carrillo y el cardenal Mendoza redactaron el documento de la Concordia de Segovia, que está fechada el 15 de enero.
En la Concordia se confirma que Isabel era la única propietaria del reino como única heredera, de modo que a su muerte, sus títulos pasarían a sus descendientes directos. Fernando recibió el título de rey y no quedó relegado a consorte, de modo que los documentos oficiales, la moneda, el sello y los pregones quedarán encabezados por el nombre de ambos con precedencia de Fernando, pero las armas de Castilla tendrían precedencia a las de Aragón. Isabel sería la que se reservara la provisión de cargos públicos en Castilla, y el producto de los impuestos castellanos se destinaría prioritariamente a obligaciones administrativas en Castilla y el saldo restante se utilizaría en común acuerdo, los beneficios eclesiásticos se concederían de común acuerdo, pero en caso de conflicto decidiría la reina; los asuntos administrativos y judiciales, y el nombramiento de corregidores se regularían de común acuerdo cuando los reyes estuviesen juntos y si estuvieran por separado, a nombre de cada uno.

## Consecuencias
La Concordia de Segovia fue un hito trascendental en la historia de España, ya que estableció los cimientos para la unificación de los reinos de Castilla y Aragón. Este acuerdo no solo consolidó una alianza entre dos de las más poderosas entidades políticas de la península ibérica, sino que también sentó las bases para la formación de la nación española tal y como la conocemos hoy. La Concordia de Segovia fue un paso crucial hacia la integración y cohesión de los territorios, forjando una identidad común y un destino compartido que daría forma al futuro de España. En este sentido, la Concordia no fue simplemente un tratado político, sino un pacto simbólico que unió a dos culturas y tradiciones en una nación unificada y fuerte.
Además, no supuso un acuerdo entre marido y mujer sino un acuerdo entre dos bandos políticos rivales, de este modo estaba redactada para garantizar a los nobles castellanos que no iba a haber injerencia por los aragoneses en el gobierno del reino castellano. de modo que solo trataba de regular las rentas ordinarias, los nombramientos de cargos y la administración de justicia, quedando al arbitrio de los reyes la política exterior, la guerra y las rentas extraordinarias. La Concordia también significó el establecimiento de una cohesión política entre Fernando e Isabel, para neutralizar cualquier intriga política que ahondara en desavenencias que pudieran haber surgido entre los monarcas.
El 28 de abril, en los prolegómenos de la guerra de sucesión, Isabel otorgó a Fernando un documento por el que le autorizaba y le reconocía la capacidad para ejercer todas las funciones de gobierno que ella estaba legitimada para hacer. Esto convertía a Fernando en rey efectivo de Castilla, e invalidaba la Concordia de Segovia en cuanto a la separación de poderes de los monarcas, pero permanecía vigente jurídicamente en cuanto al reino.
Tras el fallecimiento de Juan II de Aragón en 1479, le sucedió su hijo Fernando. Y el 14 de abril de 1481, en las Cortes de Calatayud, otorgó a su esposa Isabel los mismos poderes que él había recibido el 28 de abril de 1475, designándola como corregente, gobernadora y administradora en los reinos de la Corona de Aragón. Aunque puede deducirse que tal documento fue un reconocimiento sin límite de tiempo y no una procuración. Pero el hecho que en 1488 Fernando otorgara en Valencia la Lugartenencia General de los Estados de la Corona de Aragón a Isabel y que en los documentos oficiales no figure el nombre de la reina, da entender que fueron poderes circunstanciales otorgados de Fernando a Isabel.